# پرادیپ سرکار
پرادیپ سرکار (انگلیسی: Pradeep Sarkar; ۳۰ آوریل ۱۹۵۵-۲۰۲۳) کارگردان فیلم و فیلم‌نامه‌نویس اهل هند بود.

## فیلم‌شناسی
| Films that have not yet been released | Denotes films that have not been released yet |

| سال  | فیلم                   | کارگردان | نقش‌های دیگر               |
| ---- | ---------------------- | -------- | ------------------------- |
| ۲۰۰۵ | زن متأهل               | آری      | Art Direction, Screenplay |
| ۲۰۰۷ | اکلاویا: نگهبان سلطنتی |          | Visual Direction          |
| ۲۰۰۷ | روبنده‌ام رنگی شده      | آری      | Writer, Art Direction     |
| ۲۰۱۰ | پرندگان شاد            | آری      |                           |
| ۲۰۱۴ | مردانگی                | آری      |                           |
| ۲۰۱۸ | هلیکوپتر ایلا          | آری      |                           |
|      | Arranged Marriage      | آری      | [ ۲ ]                     |